# Нагаевский, Игорь Дмитриевич
Игорь Дмитриевич Нагаевский (29 мая 1927, город Каменец-Подольский, теперь Хмельницкой области — 2 апреля 1996, город Мариуполь) — советский государственный деятель, генеральный директор производственного объединения «Ждановтяжмаш». Депутат Верховного Совета УССР 10-11-го созывов в 1981 — 1990 г. Кандидат экономических наук.

## Биография
Окончил Мариупольский металлургический техникум. В 1951 — мастер на судостроительном заводе по изготовлению подводных лодок в городе Молотовске (ныне Северодвинске) Архангельской области РСФСР.
В 1951 — 1958 г. — мастер цеха цистерностроения, начальник планово-расчетного бюро, заместитель начальника, начальник цеха Ждановского металлургического завода имени Ильича Сталинской области.
В 1958 году вступил в КПСС.
В 1958 — 1962 г. — заместитель начальника, начальник производственно-диспетчерского отдела Ждановского завода тяжелого машиностроения.
В 1960 году окончил Ждановский металлургический институт.
В 1962 — 1976 г. — заместитель директора Ждановского завода тяжелого машиностроения. В 1976 — 1980 г. — главный инженер Ждановского производственного объединения «Ждановтяжмаш».
В 1980 — 1988 г. — генеральный директор Ждановского производственного объединения «Ждановтяжмаш» Донецкой области.
С ноября 1988 г. — во Внешнеэкономической фирме. Затем работал доцентом Мариупольского металлургического института.

## Награды
- орден Ленина
- орден Октябрьской революции
- орден Трудового Красного Знамени
- орден Знак Почета
- лауреат Государственной премии СССР
- лауреат Государственной премии Украинской ССР в области науки и техники (1984)
- медали